# Pointe Grenville
La pointe Grenville, ainsi nommée par George Vancouver en 1792,, est un cap situé dans l'État de Washington aux États-Unis. Elle fut cependant découverte, en 1775, par l’expédition de Bruno de Heceta qui la nomma Punta de los Mártires (pointe des Martyrs), à la suite d'une attaque des indiens Quinaults, pour qui ce site est sacré.